# La ragazza delle storie
La Ragazza delle storie (The Story Girl) è un romanzo della scrittrice canadese Lucy Maud Montgomery, pubblicato nel 1911.
Nell’autobiografia Il sentiero alpino. La storia della mia carriera, la scrittrice rivelò che questo era il romanzo che più amava.

## Trama
Beverley e Felix sono due fratelli che lasciano la loro casa di Toronto per raggiungere gli zii nell’Isola del Principe Edoardo e trascorrere alcuni mesi con loro. La vecchia fattoria di famiglia è un incanto, immersa nella natura rigogliosa, tra il frutteto dei King e gli abeti rossi. I due ragazzi incontreranno nuovi compagni di giochi e la loro cugina Sara Stanley: è lei la Ragazza delle storie. Narratrice meravigliosa, sa ideare racconti che sanno rapire totalmente i suoi amici e che accompagneranno le loro avventure nel corso dei mesi trascorsi insieme.

## Adattamenti cinematografici
Insieme ad alcuni racconti tratti da Cronache di Avonlea e Further Chronicles of Avonlea (raccolte di racconti appartenenti alla saga di Anna dai capelli rossi), La ragazza delle storie è uno dei libri di Lucy Maud Montgomery da cui è stata tratta ispirazione per la realizzazione della serie tv canadese La strada per Avonlea (Road to Avonlea).

## Sequel
Nel 1913, Lucy Maud Montgomery scrisse un sequel del romanzo, intitolato La strada dorata (The Golden Road).

## Edizioni
- Lucy Maud Montgomery, La Ragazza delle storie, traduzione e cura di Riccardo Mainetti, flower-ed 2018.